# Empresa de Transporte Masivo del Valle de Aburrá
La Empresa de Transporte Masivo del Valle de Aburrá Limitada o en su forma abreviada y comercial Metro de Medellín Limitada., con sede en el municipio de Bello, Antioquia, Colombia; es la razón social dueña y encargada de la planificación, operación y administración del Metro de Medellín, posteriormente ha expandido su alcance a teleféricos, autobuses de tránsito rápido y tranvías por medio de convenios interadministrativos firmados con el municipio de Medellín.
La ETMVA es una entidad de derecho público de responsabilidad limitada, del orden municipal, sujeta al régimen de las empresas industriales y comerciales del estado. Sus socios son el departamento de Antioquia y el municipio de Medellín, ambos con una participación del 50%. Su objeto social principal es la prestación del servicio de transporte público masivo de pasajeros en Colombia, su NIT es 890.923.668-1.
Es presidida por un gerente general elegido por una junta directiva de la que forman parte el Alcalde de Medellín, el Gobernador de Antioquia, el director del Departamento Administrativo de Planeación del municipio de Medellín, el director del Departamento Administrativo de Planeación de la Gobernación de Antioquia y cinco particulares delegados por el Presidente de la República de Colombia.